# 市場町犬墓
市場町犬墓（いちばちょういぬのはか）は、徳島県阿波市の大字。2010年10月1日現在の人口は243人、世帯数は96世帯。郵便番号は〒771-1614。字小竹は〒771-1702。

## 地理
阿波市の北部に位置。北は市場町大影、南は市場町上喜来、東は日開谷川を挟んで市場町日開谷、西は阿波町に接する。日開谷川沿いに香川県道・徳島県道2号津田川島線が走り、同道沿いに家が散在する。
地名の由来は、空海が連れていた愛犬を葬ったところから起こったと伝えられており、字大北にある犬墓大師堂は享保年間（1716年-1736年）に犬墓村の庄屋・松永傳太夫が造ったとされる。

### 山岳
- 城王山
- 伊笠山

### 河川
- 日開谷川

### 小字
- 大北
- 大月
- 小竹
- 小月
- 座主
- 白水
- 竹倉
- 平地

## 歴史
- 2005年（平成17年）4月1日 - 阿波郡市場町が阿波町・板野郡土成町・吉野町と合併して阿波市となり、住所表記は「阿波郡市場町大字犬墓字（字名）」から「阿波市（字名）」となる。
- 2007年（平成19年）1月1日 - 住所表記を「阿波市市場町犬墓字（字名）」に変更し、現在の表記となる。

## 施設

伊笠神社

- 伊笠神社
- 犬墓大師堂

## 交通

### 道路
都道府県道
- 香川県道・徳島県道2号津田川島線
- 徳島県道246号仁賀木山瀬停車場線